# Lee-on-the-Solent
Lee-on-the-Solent – miasto w Anglii, w hrabstwie Hampshire, w dystrykcie Gosport. Leży 32 km na południowy wschód od miasta Winchester i 109 km na południowy zachód od Londynu.